# Lindläderskål
Lindläderskål (Encoelia tiliacea) är en svampart som först beskrevs av Elias Fries, och fick sitt nu gällande namn av Petter Adolf Karsten 1871. Lindläderskål ingår i släktet Encoelia och familjen Sclerotiniaceae.  Arten är reproducerande i Sverige. Inga underarter finns listade i Catalogue of Life.